# Marcella Pattyn
Marcella Pattyn (Thysville (Belgisch-Congo), 18 augustus 1920 - Kortrijk, 14 april 2013) was de laatste begijn ter wereld. Met haar overlijden kwam er een einde aan een traditie van 800 jaar begijnenleven.

## Biografie
Marcella Pattyn was sinds haar jeugd bijna volledig blind. Als jonge vrouw wou ze intreden in een kloosterorde maar gezien haar handicap werd ze nergens toegelaten. Op 21-jarige leeftijd kon ze naar het begijnhof van Sint-Amandsberg. Ook daar stuitte haar intrede op verzet. Door toedoen van een rijke tante werd ze dat jaar definitief opgenomen in de gemeenschap die zo'n 150 begijnen telde.

## Liefde voor muziek
Pattyn was muzikaal. Ze speelde op het orgel in de kapel en voor de zieken speelde ze op banjo en accordeon. Ze weefde en breide om in haar levensonderhoud te voorzien. De rest van de tijd bracht ze door in gebed waarbij ze de rozenkrans in haar handen droeg. Verder zette ze zich in voor blindenzorg Licht en Liefde.

## Kortrijk
In 1960 verhuisde ze naar het begijnhof van Kortrijk, waar acht begijnen verbleven. Vanaf 2008, na de dood van Marcella Van Hoecke uit Gent, was ze de laatste begijn ter wereld. 
De laatste jaren van haar leven bracht ze door in een bejaardentehuis. Ter gelegenheid van haar 90ste verjaardag was ze te gast in het televisieprogramma Villa Vanthilt en ook de volgende verjaardagen kregen aandacht. Toen ze 91 jaar werd en tegelijkertijd 70 jaar begijn was, verklaarde burgemeester Stefaan De Clerck dat zij een levend stuk werelderfgoed was en daarom nog niet mocht sterven. Een standbeeld van Marcella werd in haar bijzijn op het Kortrijkse begijnhof ingehuldigd.
Op 14 april 2013 stierf ze op 92-jarige leeftijd in haar slaap. Ze werd bijgezet op de begijnenconcessie van het Sint-Janskerkhof van Kortrijk.